# CF Laguna
A Club de Fútbol Laguna egy megszűnt mexikói labdarúgócsapat, amelynek otthona Coahuila állam egyik legnagyobb városa, Torreón volt. Története során 11 szezon idejéig az első osztályú bajnokságban is szerepelt, legjobb eredménye egy 9. helyezés. Neve onnan származik, hogy Torreón a Comarca Lagunera nevű vidék központja.

## Története
A Laguna története az 1950-es évek elején kezdődött, amikor a guadalajarai Club Atlas alelnöke, Alberto Alvo, aki üzleti okokból gyakran járt Torreónban, részt vett egy, a CD San Isidro fából készült lelátós pályályán rendezett amatőr focibajokságon, ahol azt javasolta barátjának, egy Carlos Rosas Figueroa nevű üzletembernek, hogy megszervezhetnének a városban egy új csapatot, amit Alvo közbenjárásával akár az éppen azokban az években alakuló másodosztályú bajnokságban is elindíthatnának. Az ötlet többeknek megtetszett, így 1953. november 16-án egy csoport spanyol mezőgazdász és üzletember megalapította a CF Lagunát, amelynek első elnöke Ángel Fernández lett.
A másodosztályban szereplő klubok nem fogadták örömmel a Laguna csatlakozását, mivel akkoriban csak az ország déli részén levő csapatok szerepeltek ott, emiatt mindegyiküknek sok időbe és pénzbe került volna a torreóni vendégszereplés. Valószínűleg segített önmaguk elfogadtatásában az az ajánlat, amit a Laguna tett feléjük: vállalták, hogy 25 évig minden alkalommal 500 pesóval hozzájárulnak a vendégcsapatok látogatásához. Végül 1954-ben kezdhették meg szereplésüket a másodosztályban.
1968-ban sikerült megnyerniük a másodosztályt, így a következő évtől az első osztályban szerepelhettek. Bár 1970-ben az utolsó helyen végeztek, de mivel épp akkor növelték meg az első osztályú csapatok számát, így elkerülték a kiesést. Kimagasló eredményt ezután sem tudtak elérni, az alapszakaszok során az első tízbe is csak kétszer kerültek be, sőt, 1973-ban és 1974-ben, amikor csoportjuk utolsó helyén végeztek, még pótmérkőzéseket is kellett játszaniuk, hogy elkerüljék a kiesést. Ezeket az akadályokat azonban sikerrel vették: 1973-ban a Club Zacatepecet végül három mérkőzésen összesítve 4–1-re legyőzték (aztán a Zacatepec a CF Pachuca ellen kerülte el a kiesést), 1974-ben pedig a San Luist múlták felül 2–0-ra. Az utolsó szezon 1977–1978-ban érkezett el, ennek végeztével ugyanis a Deportivo Neza felvásárolta a Lagunát.

## Bajnoki eredményei
A csapat első osztályú szereplése során az alábbi eredményeket érte el:

### A régi rendszerben
| Év        | Helyezés |
| --------- | -------- |
| 1968–1969 | 13. hely |
| 1969–1970 | 16. hely |

### A rájátszásos rendszerben
| Év          | Alapszakasz-helyezés | Eredmény a rájátszásban |
| ----------- | -------------------- | ----------------------- |
| México 1970 | 13. hely             | 10. hely                |
| 1970–1971   | 17. hely             |                         |
| 1971–1972   | 10. hely             |                         |
| 1972–1973   | 17. hely             |                         |
| 1973–1974   | 13. hely             |                         |
| 1974–1975   | 19. hely             |                         |
| 1975–1976   | 9. hely              |                         |
| 1976–1977   | 18. hely             |                         |
| 1977–1978   | 13. hely             |                         |